# Félix Candela
Félix Candela Outeriño (* 27. Januar 1910 in Madrid; † 7. Dezember 1997 in Durham, North Carolina) war ein spanisch-mexikanisch-US-amerikanischer Architekt.

## Leben
Candela studierte Architektur an der Escuela Técnica Superior de Arquitectura de Madrid (E.T.S.A.M.) der Universidad Politécnica de Madrid von 1927 bis 1935. Im Anschluss studierte er an der Real Academia de Bellas Artes de San Fernando mit Eduardo Robles Piquer und Fernando Ramírez de Dampierre. Ferner bekam er in dieser Zeit Kontakt zu Eduardo Torroja und konnte sich mit dessen experimentellen Techniken des Betonschalenbaus auseinandersetzen. Für seine Diplomarbeit über den Einfluss der neuen Trends in der Stahlbetonbautechnologie auf die architektonische Formgebung erhielt er ein Stipendium der Kunstakademie San Fernando, um in Deutschland seine Doktorarbeit fertigen zu können, konnte die Studienreise aber wegen seines Einsatzes im Spanischen Bürgerkrieg als Ingenieur und Offizier der Republikaner nicht durchführen.
Nach Ende des Bürgerkrieges emigrierte er 1939 nach Mexiko und nahm 1941 die mexikanische Staatsbürgerschaft an. In Acapulco begann seine eigentliche Laufbahn als Architekt mit dem Entwurf einiger Wohnhäuser und Hotels. 1950 gründete er mit den Architektenbrüdern Fernando und Raúl Fernández Rangel die Betonbaufirma „Cubiertas Ala“. 1953 erhielt er eine Professur an der Fakultät für Architektur der Universidad Nacional Autónoma de México (UNAM). Zwischenzeitlich war er von 1961 bis 1962 Referent der Charles Eliot Norton Lectures an der Harvard University.
1971 ging er in die Vereinigten Staaten, wo er 1978 die US-amerikanische Staatsbürgerschaft und eine Professur an der University of Illinois in Chicago erhielt. Ab 1979 war er auch Fachberater bei der Architekturfirma „IDEA Center“. Candela war Träger bedeutender Auszeichnungen und Mitglied zahlreicher internationaler Architekturvereinigungen, unter anderem 1992 Vorsitzender der Internationalen Architekturakademie.

## Arbeiten und Projekte

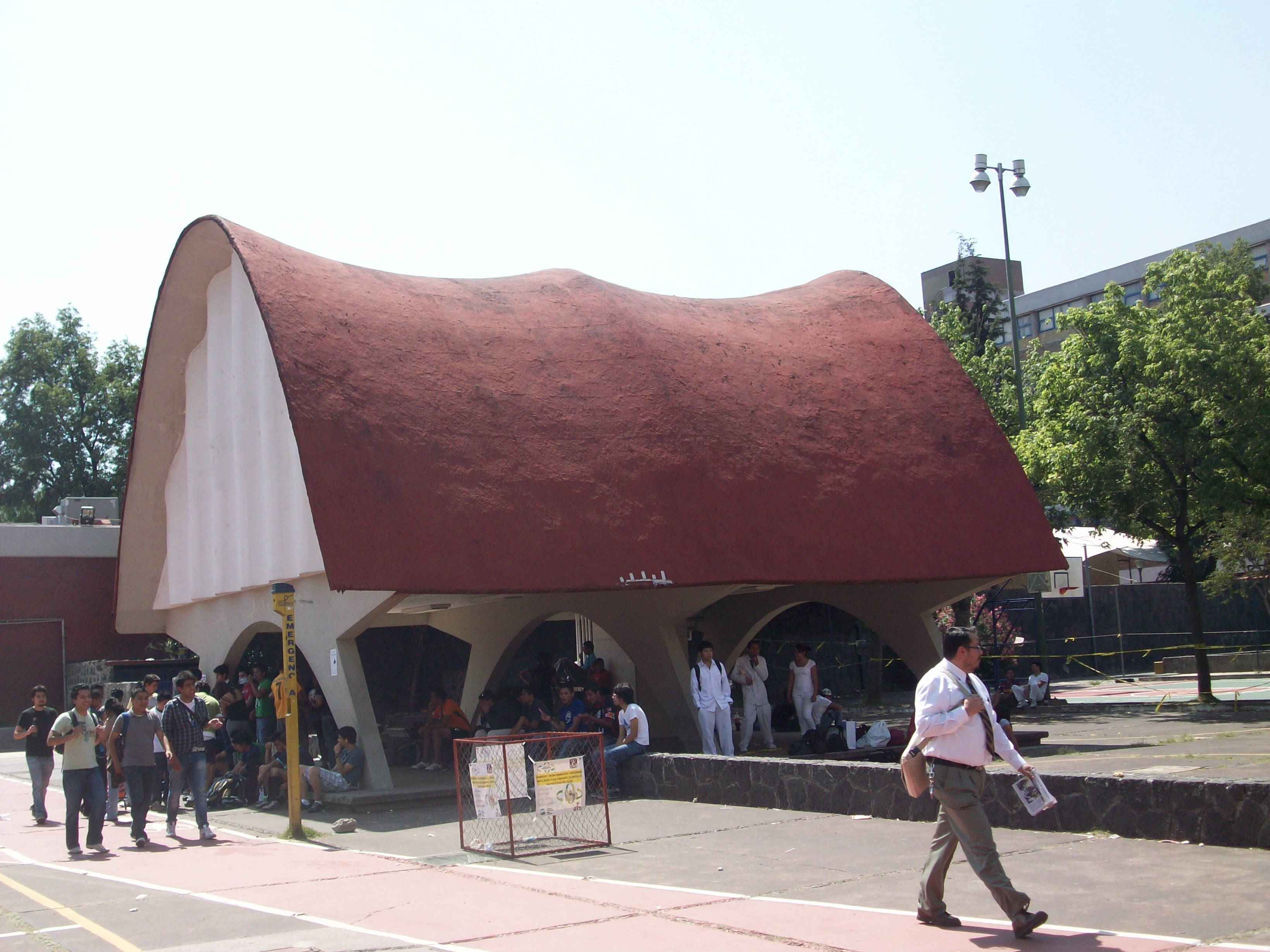
Pabellón de los Rayos Cósmicos
(1950/1951)
Mexiko-Stadt

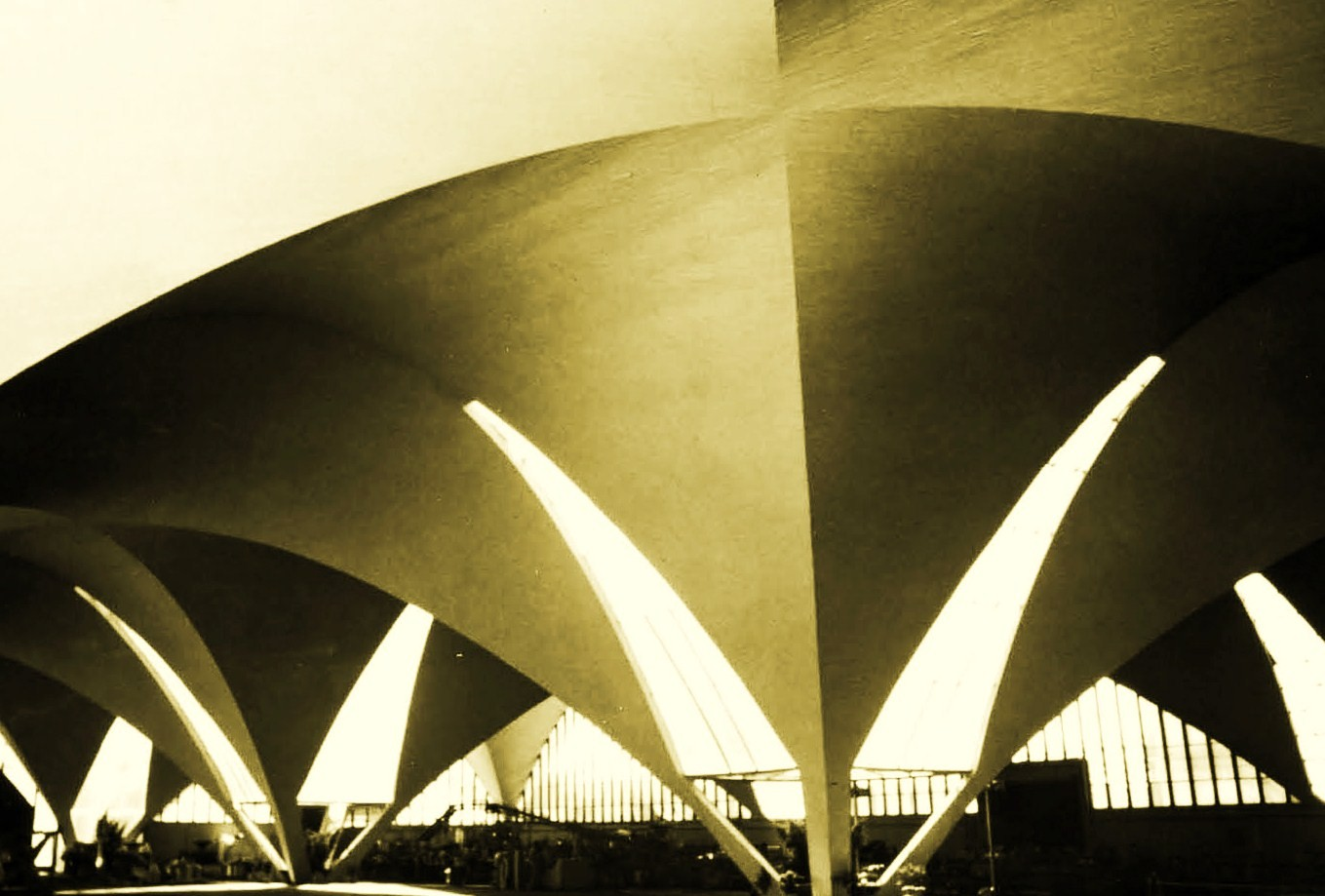
Bacardi-Fabrik
(1959–1960)
Cuautitlán

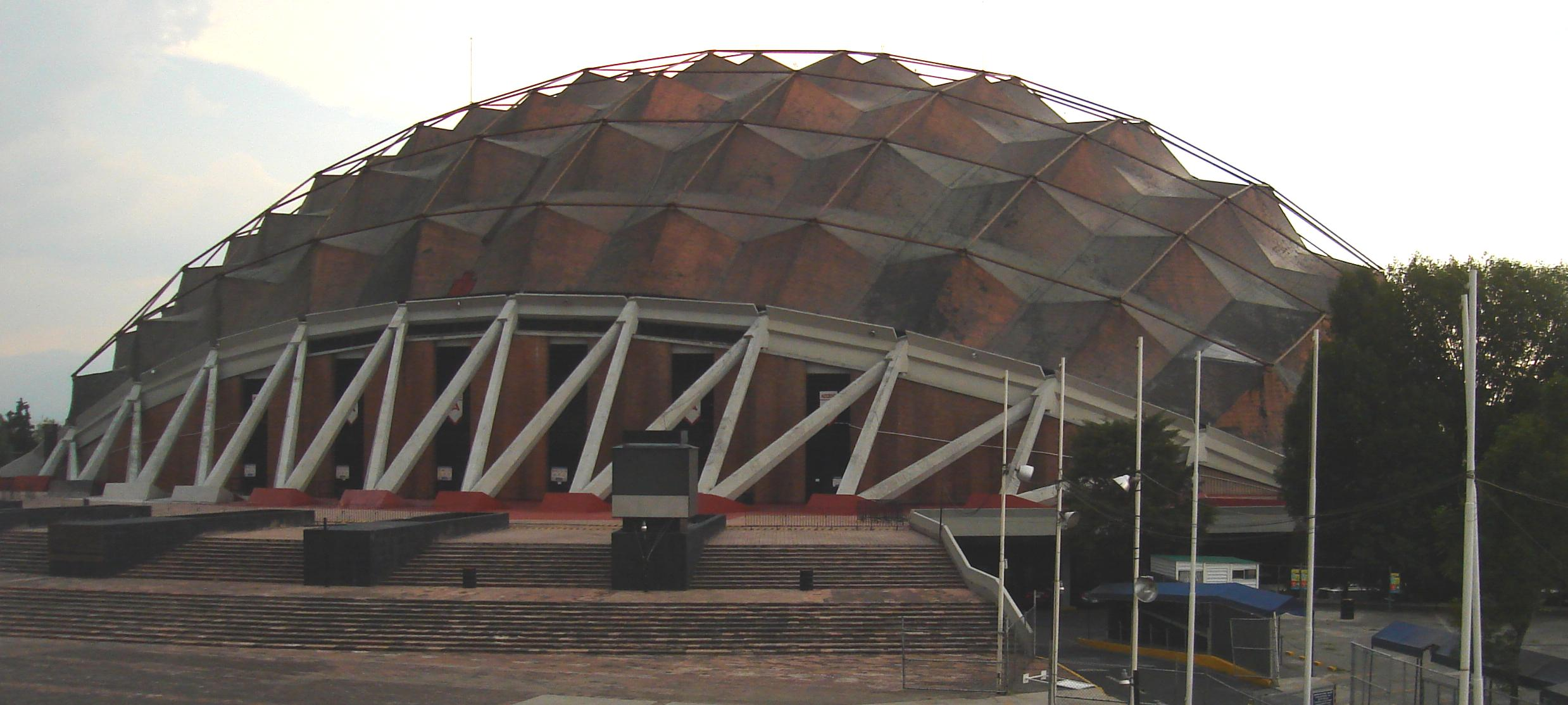
„Palacio de los Deportes“
(1965–1968)
(Olympische Sommerspiele 1968)
Mexiko-Stadt

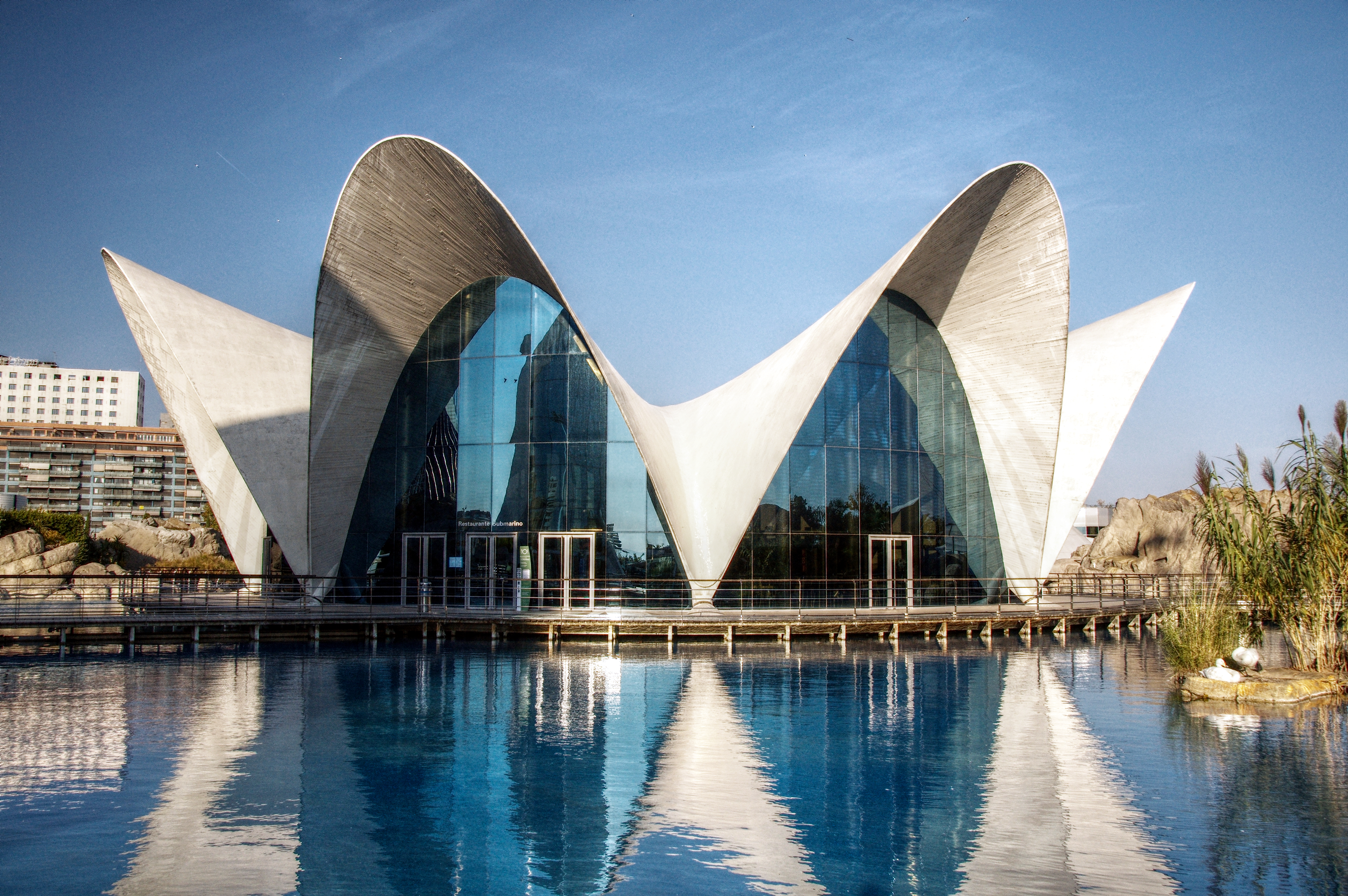
„L’Oceanogràfic“
(1994–2002)
Valencia

Candela galt als Meister des Betonschalenbaus für elegante, formal anspruchsvolle, leicht und kostengünstig zu konstruierende Einwölbungen. Sein 1950/1951 fertiggestellter „Pabellón de los Rayos Cósmicos“ („Pavillon der kosmischen Strahlen“) in Mexiko-Stadt war richtungsweisend für vielzählige seiner weiteren Bauten. Für die 1950 gegründete „Cubiertas Ala“, die spezialisiert war auf die Herstellung dünner Betonbauschalen, führte er mehr als 300 Projekte aus, unter anderem auch zusammen mit Enrique de la Mora und Fernando López Carmona. Zu seinen Werken zählen auch religiöse und kommerzielle Bauten. Von seinen Entwürfen für verschiedene Anlagen im Rahmen der Olympischen Sommerspiele 1968 wurde lediglich der „Palacio de los Deportes“ (Sportpalast) realisiert. Das von ihm entworfene Großaquarium „L’Oceanogràfic“ der in der spanischen Stadt Valencia gelegenen Ciudad de las Artes y de las Ciencias wurde erst nach seinem Tode 1997 fertiggestellt.
Wichtige Bauwerke
- „Pabellón de los Rayos Cósmicos“ (1950–1951)
- „Medalla de la Virgen Milagrosa“-Kirche, Navarte, Mexiko (1953–1957)
- „Celestino Fernández“-Fabrik, Vallejo-Siedlung, Mexiko (1954–1955)
- Börse in Mexiko-Stadt (1954–1955)
- „Nuestra Señora de la Soledad“-Kapelle, Coyoacán, Mexiko (1955)
- Quiosco de Música (Musikladen), Santa Fe, Mexiko (1955–1956)
- „San Antonio de las Huertas“-Kapelle, Tacuba, Mexiko (1956)
- „La Jacaranda“-Nachtclub, Acapulco, Mexiko (1956–1957)
- „Los Manantiales“-Restaurant, Xochimilco, Mexiko (1956–1957)
- Offene Kapelle (Capilla abierta) in Lomas de Cuernavaca, Mexiko (1957–1958)
- „San Vicente Paul“-Kapelle, Coyoacán, Mexiko (1959)
- „Santa Mónica“-Kapelle, San Lorenzo de Xochimancas, Mexiko (1959–1960)
- Bacardi-Fabrik, Cuautitlán, Mexiko (1959–1960). Mies van der Rohe baute das Bacardi-Bürogebäude in der Nähe.
- Hotel Casino de la Selva, Cuernavaca, Mexiko (1960–1961)
- „Nuestra Señora de Guadalupe“-Kirche, Madrid, Spanien (1962–1963)
- „Kirche des Herren“ in Campo Florido, Mexiko-Stadt (1966)
- „Palacio de los Deportes“, Mexiko-Stadt (1965–1968)
- „L´Oceanigráfic“, Valencia, Spanien (1994–2002)

## Auszeichnungen
- 1960: Goldmedaille der Institution of Structural Engineers, London
- 1961: Auguste-Perret-Preis des Internationalen Architektenverbandes UIA, Paris
- 1978: Ehrendoktorwürde der Universidad Santa María, Caracas
- 1978: Ehrendoktorwürde der University of New Mexico, Albuquerque
- 1981: Goldmedaille des mexikanischen Architekturverbandes
- 1985: 1. Platz Antonio-Camuñas – Preis für Architektur
- 1994: Ehrendoktorwürde der Universidad Politécnica de Madrid

## Zitat
Unabhängig von der Idee folgten später die Details; sie haben nichts mit der Berechnung zu tun, sondern sind eine Sache des Empfindens und der Bildhauerei.
(aus: Enrique X. de Anda Alanis: Félix Candela 1910–1997. Die Beherrschung der Grenzen. Taschen Verlag, Köln 2008, ISBN 978-3-8228-3723-8, Klappentext)